# 즐라탄 알로메로비치
즐라탄 알로메로비치(Zlatan Alomerović, 1991년 6월 15일 ~)는 세르비아 태생의 독일의 축구 선수로, 현재 폴란드 엑스트라클라사의 클럽 야기엘로니아 비아위스토크 소속이다.